# Championnat d'Autriche de football 2015-2016
Navigation
Édition précédente Édition suivante
| \| Admira Austria Sturm Grödig Rapid Ried Salzbourg Wolfsberger AC Altach Mattersburg \| Localisation des clubs engagés dans le championnat. |
| Admira Austria Sturm Grödig Rapid Ried Salzbourg Wolfsberger AC Altach Mattersburg                                                           |

La saison 2015-2016 du championnat d'Autriche est la 105e saison de l'histoire de la compétition. Elle oppose les dix meilleurs clubs d'Autriche en une série de trente-six journées. Lors de cette saison, le Red Bull Salzbourg défend son titre face à 9 autres équipes dont 1 promu d'Erste Liga.
Trois places qualificatives pour les compétitions européennes seront attribuées par le biais du championnat : une pour le second tour de qualification de la Ligue des champions et deux en Ligue Europa (une pour le troisième tour préliminaire, une pour le second tour). La dernière place européenne est celle réservée au vainqueur de la ÖFB-Cup qui est qualificative pour le troisième tour de qualification de la Ligue Europa. Si celui-ci termine parmi les trois premiers du classement, c'est le 4e du championnat qui récupère cette place européenne, et non plus le finaliste de la Coupe, comme c'était le cas lors des saisons précédentes. Le dernier du championnat est relégué en Erste Liga.
C'est le Red Bull Salzbourg, tenant du titre, qui est à nouveau sacré cette saison après avoir terminé en tête du classement final, avec neuf points d'avance sur le Rapid Vienne et quinze sur l'Austria Vienne. C'est le dixième titre de champion d'Autriche de l'histoire du club, qui réussit un troisième doublé consécutif en s'imposant en finale de la Coupe d'Autriche face à l'Admira Wacker.

## Participants
Légende des couleurs
- Troisième tour de qualification de la Ligue des Champions 2016-2017
- Troisième tour de qualification de la Ligue Europa 2016-2017
- Deuxième tour de qualification de la Ligue Europa 2016-2017
- Promu de Erste Liga

| Club                     | Se maintient depuis | Classement 2014-2015 | Entraîneur         | Depuis | Stade                  | Capacité théorique |
| ------------------------ | ------------------- | -------------------- | ------------------ | ------ | ---------------------- | ------------------ |
| FC Admira Wacker Mödling | 2011                | 9                    | Walter Knaller     | 2013   | Bundesstadion Südstadt | 12 000             |
| FK Austria Vienne        | 1926                | 7                    | Gerald Baumgartner | 2014   | Stade Franz-Horr       | 13 400             |
| SV Grödig                | 2013                | 8                    | Michael Baur       | 2014   | Das.Goldberg Stadion   | 4 330              |
| Rapid Vienne             | 1911                | 2                    | Zoran Barisic      | 2013   | Stade Ernst-Happel     | 50 865             |
| Red Bull Salzbourg       | 2005                | 1                    | Adi Hütter         | 2014   | Red Bull Arena         | 31 000             |
| SC Rheindorf Altach      | 2014                | 3 (EL)               | Damir Canadi       | 2013   | Cashpoint-Arena        | 8 500              |
| SV Ried                  | 2005                | 6                    | Oliver Glasner     | 2014   | Keine Sorgen Arena     | 7 680              |
| SK Sturm Graz            | 1966                | 4                    | Franco Foda        | 2014   | UPC-Arena              | 15 400             |
| SV Mattersburg           | 2015                | 1er D2               | Ivica Vastić       | 2013   | Pappelstadion          | 15 700             |
| Wolfsberger AC           | 2012                | 5                    | Dietmar Kühbauer   | 2013   | Lavanttal-Arena        | 7 300              |

## Compétition
Le classement est calculé avec le barème de points suivant : une victoire vaut trois points, le match nul un. La défaite ne rapporte aucun point.
Critères de départage :
1. plus grand nombre de points ;
2. plus grande différence de buts générale ;
3. plus grand nombre de buts marqués ;
4. plus grande différence de buts particulière ;
5. meilleure place au Challenge du fair-play (1 point par joueur averti, 3 points par joueur exclu)

### Classement
| Rang | Équipe                   | Pts | J  | G  | N  | P  | Bp | Bc | Diff |
| ---- | ------------------------ | --- | -- | -- | -- | -- | -- | -- | ---- |
| 1    | Red Bull Salzbourg'T'C   | 74  | 36 | 21 | 11 | 4  | 71 | 33 | +38  |
| 2    | Rapid Vienne             | 65  | 36 | 20 | 5  | 11 | 66 | 42 | +24  |
| 3    | FK Austria Vienne        | 59  | 36 | 17 | 8  | 11 | 65 | 48 | +17  |
| 4    | FC Admira Wacker Mödling | 50  | 36 | 13 | 11 | 12 | 45 | 51 | -6   |
| 5    | SK Sturm Graz            | 48  | 36 | 12 | 12 | 12 | 40 | 40 | 0    |
| 6    | Wolfsberger AC           | 43  | 36 | 11 | 10 | 15 | 33 | 36 | -3   |
| 7    | SV Ried                  | 42  | 36 | 11 | 9  | 16 | 36 | 52 | -16  |
| 8    | SC Rheindorf Altach      | 40  | 36 | 11 | 7  | 18 | 39 | 49 | -10  |
| 9    | SV MattersburgP          | 39  | 36 | 10 | 9  | 17 | 40 | 70 | -30  |
| 10   | SV Grödig                | 35  | 36 | 9  | 8  | 19 | 42 | 56 | -14  |

|  | Qualification pour le 2e tour de qualification de la Ligue des champions 2016-2017 |
|  | Qualification pour le 1er tour de qualification de la Ligue Europa 2016-2017       |
|  | Relégation directe en deuxième division                                            |
|  | T : Tenant du titre C : Vainqueur de la Coupe d'Autriche P : Promu de D2           |

### Résultats
| Résultats (▼dom., ►ext.) | ADM | AWI | ALT | GRÖ | RWI | RBS | RIE | STU | MAT | WOL | ADM | AWI | ALT | GRÖ | RWI | RBS | RIE | STU | MAT | WOL |
| FC Admira Wacker Mödling |     | 0-1 | 1-1 | 0-0 | 2-1 | 2-2 | 3-1 | 0-1 | 2-1 | 1-0 |     | 0-3 | 2-1 | 1-1 | 1-3 | 1-2 | 0-0 | 1-0 | 1-1 | 0-2 |
| FK Austria Vienne        | 1-1 |     | 3-1 | 2-1 | 2-5 | 1-1 | 1-1 | 2-1 | 5-1 | 1-0 | 3-1 |     | 1-2 | 0-2 | 0-3 | 0-2 | 3-1 | 3-0 | 2-2 | 0-0 |
| SC Rheindorf Altach      | 1-2 | 1-2 |     | 1-0 | 2-0 | 1-0 | 1-3 | 0-1 | 3-1 | 2-1 | 1-2 | 2-0 |     | 1-0 | 0-0 | 1-3 | 0-0 | 2-2 | 1-2 | 1-1 |
| SV Grödig                | 2-3 | 2-2 | 2-1 |     | 2-1 | 1-1 | 4-1 | 3-0 | 1-1 | 1-0 | 2-2 | 0-1 | 0-3 |     | 2-0 | 1-2 | 2-2 | 1-3 | 0-1 | 0-1 |
| Rapid Vienne             | 2-0 | 1-2 | 3-1 | 3-0 |     | 1-2 | 3-0 | 2-1 | 2-4 | 2-1 | 0-4 | 1-0 | 1-1 | 3-2 |     | 1-1 | 2-1 | 2-0 | 3-0 | 3-0 |
| Red Bull Salzbourg       | 8-0 | 2-2 | 2-0 | 4-2 | 1-2 |     | 2-1 | 3-1 | 4-2 | 1-1 | 1-0 | 4-1 | 2-0 | 3-0 | 2-0 |     | 2-1 | 1-1 | 2-1 | 1-0 |
| SV Ried                  | 1-1 | 4-2 | 2-0 | 1-0 | 0-1 | 1-4 |     | 1-0 | 0-1 | 0-0 | 1-0 | 0-5 | 0-2 | 2-0 | 1-0 | 1-0 |     | 0-1 | 1-0 | 1-0 |
| SK Sturm Graz            | 1-1 | 2-0 | 3-1 | 1-1 | 2-2 | 2-3 | 3-2 |     | 0-0 | 2-0 | 1-1 | 1-1 | 4-1 | 2-0 | 0-2 | 0-0 | 0-0 |     | 1-1 | 1-0 |
| SV Mattersburg           | 0-4 | 1-2 | 2-1 | 0-2 | 1-6 | 2-1 | 4-1 | 2-0 |     | 1-0 | 0-3 | 0-9 | 0-0 | 2-3 | 0-2 | 0-0 | 3-3 | 1-0 |     | 1-1 |
| Wolfsberger AC           | 4-0 | 0-2 | 0-2 | 3-2 | 2-1 | 1-1 | 1-1 | 0-2 | 2-1 |     | 1-2 | 2-0 | 1-0 | 2-0 | 2-2 | 1-1 | 1-0 | 0-0 | 2-0 |     |

## Bilan de la saison
| Championnat d'Autriche de football 2015-2016                        |                                |
| Champion                                                            | Red Bull Salzbourg (10e titre) |
| Coupes et trophées                                                  |                                |
| Vainqueur de la Coupe d'Autriche 2015-2016                          | Red Bull Salzbourg             |
| Qualifications continentales                                        |                                |
| Ligue des champions de l'UEFA 2016-2017                             | Red Bull Salzbourg             |
| Ligue Europa 2016-2017                                              | Rapid Vienne                   |
| Ligue Europa 2016-2017                                              | FK Austria Vienne              |
| Ligue Europa 2016-2017                                              | FC Admira Wacker Mödling       |
| Promotions et relégations                                           |                                |
| Promus en Championnat d'Autriche de football                        | SKN Sankt Pölten               |
| Relégués en Championnat d'Autriche de football de deuxième division | SV Grödig                      |